# (4630) Chaonis
(4630) Chaonis es un asteroide perteneciente al cinturón de asteroides, descubierto el 18 de noviembre de 1987 por Johann Martin Baur desde el Observatorio de Chions, Chions (Pordedone), Italia.

## Designación y nombre
Designado provisionalmente como 1987 WA. Fue nombrado Chaonis en homenaje a la ciudad de Chions, originalmente Chaonis, donde se encuentra el observatorio con ese nombre. Los orígenes de esta ciudad en la provincia de Pordenone se remontan al imperio romano terrenos correspondientes a Julia Concordia, donde los restos arqueológicos importantes todavía se puede observar. El primer asentamiento se remonta a la época del rey longobardo Autari, cuando fue fundada por algunos de los sobrevivientes de una inundación que se extendió sobre el bajo Friuli. Alrededor del año 100, la ciudad quedó bajo la jurisdicción del patriarcado de Aquileia. En 1420 se pasó a la república de Venecia y más tarde al "dominio libre" bajo los cargos de Panigai.

## Características orbitales
Chaonis está situado a una distancia media del Sol de 2,669 ua, pudiendo alejarse hasta 3,012 ua y acercarse hasta 2,325 ua. Su excentricidad es 0,128 y la inclinación orbital 5,909 grados. Emplea 1592 días en completar una órbita alrededor del Sol.

## Características físicas
La magnitud absoluta de Chaonis es 12,9. Tiene 7,527 km de diámetro y su albedo se estima en 0,136.